# Тодд Маккаллок
Тодд Маккаллок (англ. Todd MacCulloch, нар. 27 січня 1976, Вінніпег, Канада) — колишній канадський професійний баскетболіст, що грав на позиції центрового за команди НБА «Філадельфія Севенті-Сіксерс» та «Нью-Джерсі Нетс». Гравець національної збірної Канади, у складі якої був учасником Олімпійських ігор.

## Ігрова кар'єра
Починав грати у баскетбол у команді Старшої школи Шафтсбері (Вінніпег, Манітоба). На університетському рівні грав за команду Університету штату Вашингтон (1995–1999). На останньому курсі набирав в середньому за гру 24,7 очок, 15,9 підбирань. Двічі включався до першої збірної NCAA.
1999 року був обраний у другому раунді драфту НБА під загальним 47-м номером командою «Філадельфія Севенті-Сіксерс». Перші два сезони йому відводилась роль резервного центрового у Філадельфії, де він збирав 2,6 відскоки та менше 9 очок. 
2001 року підписав контракт з командою «Нью-Джерсі Нетс». Там він став стартовим центровим, набираючи 9,7 очка за гру та 6,1 підбирання. 
Наступного сезону був обміняний назад до «Філадельфія Севенті-Сіксерс». Набирав в середньому 9,1 очки за гру при 4,7 підбираннях, поки посеред сезону у нього не виявили хворобу Шарко-Марі-Тута. Через неї був змушений закінчити спортивну кар'єру, про що оголосив у вересні 2004 року.
У складі збірної Канади брав участь у літніх Олімпійських іграх 2000, де зайняв з командою сьоме місце.